# Unterseeboot 619
L'Unterseeboot 619 ou U-619 est un sous-marin allemand (U-Boot) de type VIIC utilisé par la Kriegsmarine pendant la Seconde Guerre mondiale.
Le sous-marin fut commandé le 15 août 1940 à Hambourg (Blohm & Voss), sa quille fut posée le 19 juin 1941, il fut lancé le 9 mars 1942 et mis en service le 23 avril 1942, sous le commandement de l'Oberleutnant zur See Kurt Makowski.
L'U-619 fut coulé dans l'Atlantique Nord par l'aviation britannique, en octobre 1942.

## Conception
Unterseeboot type VII, l'U-619 avait un déplacement de 769 tonnes en surface et 871 tonnes en plongée. Il avait une longueur totale de 67,10 m, un maître-bau de 6,20 m, une hauteur de 9,60 m et un tirant d'eau de 4,74 m. Le sous-marin était propulsé par deux hélices de 1,23 m, deux moteurs diesel Germaniawerft M6V 40/46 de 6 cylindres en ligne de 1 400 cv à 470 tr/min, produisant un total de 2 060 à 2 350 kW en surface et de deux moteurs électriques BBC GG UB 720/8 de 375 cv à 295 tr/min, produisant un total 550 kW, en plongée. Le sous-marin avait une vitesse en surface de 17,7 nœuds (32,8 km/h) et une vitesse de 7,6 nœuds (14,1 km/h) en plongée. Immergé, il avait un rayon d'action de 80 milles marins (150 km) à 4 nœuds (7,4 km/h; 4,6 milles par heure) et pouvait atteindre une profondeur de 230 m. En surface son rayon d'action était de 8 500 milles nautiques (soit 15 700 km) à 10 nœuds (19 km/h). 
L'U-619 était équipé de cinq tubes lance-torpilles de 53,3 cm (quatre montés à l'avant et un à l'arrière) qui contenait quatorze torpilles. Il était équipé d'un canon de 8,8 cm SK C/35 (220 coups) et d'un canon antiaérien de 20 mm Flak. Il pouvait transporter 26 mines TMA ou 39 mines TMB. Son équipage comprenait 4 officiers et 40 à 56 sous-mariniers.

## Historique
Il effectue son temps de formation d'entraînement dans la 5. Unterseebootsflottille jusqu'au 30 septembre 1942, puis intègre sa formation de combat dans la 3. Unterseebootsflottille.
Le sous-marin quitte Kiel pour la première et la dernière fois le 10 septembre 1942 pour l'Atlantique Nord.
Le convoi ON-131 appareille de Liverpool le 18 septembre 1942 et arrive à New York le 4 octobre. Deux navires retardataires sont coulés le 24 septembre. Le convoi est repéré le 26 par l'U-617 et par un groupe de combat (ou meute) de quinze sous-marins (Tiger) lancés contre lui. Le contact est définitivement perdu. L'U-619 torpille à cinq reprises un navire marchand américain du convoi. Le navire se brise en deux, tuant la totalité des 52 membres d'équipage.
Le 23 septembre, le convoi RB-1 est repéré par l'un des sous-marins de la meute Vorwärts. Celui-ci était composé de paquebots rapides parti de St John le 21 septembre et naviguant vers l'Angleterre. Le groupe Tiger mène la première attaque, relayé par une seconde meute, Pfeil, placée plus à l'est. Près de la moitié des navires du convoi est coulée. Les survivants atteignent Liverpool le 28 septembre.
Le 26 septembre 1942 à 23 h 25, l'U-619 torpille et coule le Yorktown du convoi RB- 1, à environ 550 miles à l'ouest de Butt of Lewis (en). L'attaque laisse dix-huit morts parmi les soixante membres d'équipage, les survivants étant secourus par l'HMS Sardonyx (H 26) deux jours plus tard.
Après seulement 26 jours en mer, l'U-619 coule le 5 octobre 1942 dans l'Atlantique Nord, au sud-ouest de l'Islande, à la position géographique 58° 41′ N, 22° 58′ O, sous l'effet des charges de profondeurs d'un Lockheed Hudson britannique du 269 Sqn.
Les quarante-quatre membres d'équipage meurent dans cette attaque.

## Affectations
- 5. Unterseebootsflottille du 23 avril 1942 au 30 septembre 1942 (Période de formation).
- 3. Unterseebootsflottille du 1er octobre 1942 au 5 octobre 1942 (Unité combattante).

## Commandement
- Oberleutnant zur See Kurt Makowski du 23 avril 1942 au 5 octobre 1942.

## Patrouille(s)
|       | Commandant          | Départ            | Départ | Arrivée        | Arrivée | Jours    | Succès  |
| ----- | ------------------- | ----------------- | ------ | -------------- | ------- | -------- | ------- |
| 1     | Oblt. Kurt Makowski | 10 septembre 1942 | Kiel   | 5 octobre 1942 | Coulé   | 26 jours | 8 723   |
| Total | Total               | Total             | Total  | Total          | Total   | 26 jours | 8 723 t |

Note : Oblt. = Oberleutnant zur See

### Opérations Wolfpack
L'U-619 opéra avec les Rudeltaktik (meute de loups) durant sa carrière opérationnelle.
- Blitz (22–26 septembre 1942)
- Luchs (27 septembre – 5 octobre 1942)

## Navires coulés
L'U-619 coula 2 navires marchands totalisant 8 723 tonneaux au cours de l'unique patrouille (26 jours en mer) qu'il effectua.
| Date              | Nom           | Nationalité | Tonnage | Convoi | Fait  | Localisation         |
| ----------------- | ------------- | ----------- | ------- | ------ | ----- | -------------------- |
| 24 septembre 1942 | John Winthrop | USA         | 7 176   | ON-131 | Coulé | 56° 00′ N, 31° 00′ O |
| 26 septembre 1942 | Yorktown      | Royaume-Uni | 1 547   | RB-1   | Coulé | 55° 10′ N, 18° 50′ O |